# Россомахин, Андрей
Андре́й Россома́хин (настоящее имя Андре́й Анато́льевич Рома́хин; род. 2 апреля 1973, Ленинград) — российский литературовед, искусствовед, филолог, культуролог, исследователь русского авангарда.

## Биография и творчество
Андрей Ромахин родился 2 апреля 1973 года в Ленинграде.
В 2002–2007 годах преподавал в петербургском филиале Российской таможенной академии, в  2007–2011 годах работал как приглашенный преподаватель Европейского университета в Санкт-Петербурге, в 2007-2013 годах преподавал в петербургском филиале Российской таможенной академии и РАНХиГС. С 2016 года заместитель директора Издательства Европейского университета в Санкт-Петербурге (составитель и научный редактор серии «Avant-Garde»).
Член Ученого совета Государственного музея В. В. Маяковского, а также член редакционного совета журнала «Modernités russes» (Лион).
Дебютировал в 2002 году с книгой «Заячья душа», исследуя накопленный человечеством литературный опыт постижения заячьей души во всей её сложности и противоречивости. Один из основоположников активно развивающейся в последние годы «философии зайца» — исследовательского направления, занимающегося осмыслением роли зайца в мироздании и культуре.
Сфера интересов и тематика литературоведческих и филологических работ Андрея Россомахина достаточно широка: от английской сатирической гравюры XVIII–XIX веков до семантики современной российской эстрады. Он — автор серии книг о деятелях русского литературного авангарда: «Кузнечики Велимира Хлебникова» (СПб, 2004), «Кузнечики Николая Заболоцкого» (СПб, 2005) и «REAL Хармса: по следам оккультных штудий поэта-чинаря» (СПб, 2005). В 2012 году вышло исследование «Магические квадраты русского авангарда. Случай Маяковского», в котором анализируется семантика обложек прижизненных изданий Владимира Маяковского. 

«…Россомахин открывает магического Маяковского. Читатель оказывается перед именно исследовательским открытием. Содеянное <…> напоминает мне успех Говарда Картера и лорда Карнарвона. Шанс в перекопанном Египте обнаружить утаенного историей Тутанхамона примерно тот же, что и в каноническом корпусе текстов Маяковского разыскать глубинную магическую материю. И ведь удалось же им, Всем Троим! <…> Доскональный и перфекционистский анализ обложек прижизненных книг Маяковского, в ходе которого непринужденно, убедительно, экономно сопрягаются его жизнестроительство с политикой и поэтикой эпохи – мощная увертюра иллюстрированного каталога...»— Бойко А. Г. «Маяковский Россомахина»
Андрей Россомахин — составитель серии „Avant-Garde“, в рамках которой издаются в том числе комментированные издания памятников авангарда, в сопровождении большого иллюстративного ряда, нередко с приложением факсимиле
Некоторые рецензии: 
.
. Главной целью своей научной и издательской деятельности он считает, говоря привычными словами, просветительство или позицию активного противодействия сложившемуся сегодня абсурдному положению в российской культуре и стране в целом, когда неуклонно «сокращается количество людей, умеющих читать»...

«Вспомним, кстати, как наши герои-авангардисты сто лет назад поливались помоями в бульварной прессе, что не помешало им создать новую живопись, новую поэзию, новый театр, новую книгу, новую архитектуру, новое искусство и новое видение в самом широком смысле, а впоследствии стать гордостью страны и мировым брендом. Ну а мы — мы создаем и издаем новую науку. Ставка — на бессмертие...»
В 2006 году основал проект «Россия как Медведь», в рамках которого совместно с Д. Г. Хрусталёвым выпускает серию книг. Уже вышли: «Русская Медведица, или Политика и похабство» (СПб, 2007), «Польская диета Русского Медведя» (СПб, 2009), а также «Вызов императора Павла, или Первый миф XIX столетия» (СПб, 2011); это последнее издание вызвало особый интерес критики, отмечавшей, что авторы «сумели превратить научное исследование в увлекательное, почти беллетристическое повествование с элементами хорошего детектива», так что книга «вошла в интеллектуальный обиход и ей уготована долгая жизнь». В конце 2013 года в издательстве «АРКА» увидела свет совместная работа В. М. Успенского, А. А. Россомахина и Д. Г. Хрусталёва «Медведи, Казаки и Русский Мороз: Россия в английской карикатуре до и после 1812 года».
В 2015 году Андрей Россомахин выступил как переводчик лирики и составитель полной аннотированной библиографии «отца украинского футуризма» Михайля Семенко (1892–1937).